# فرهنگ در آفریقا

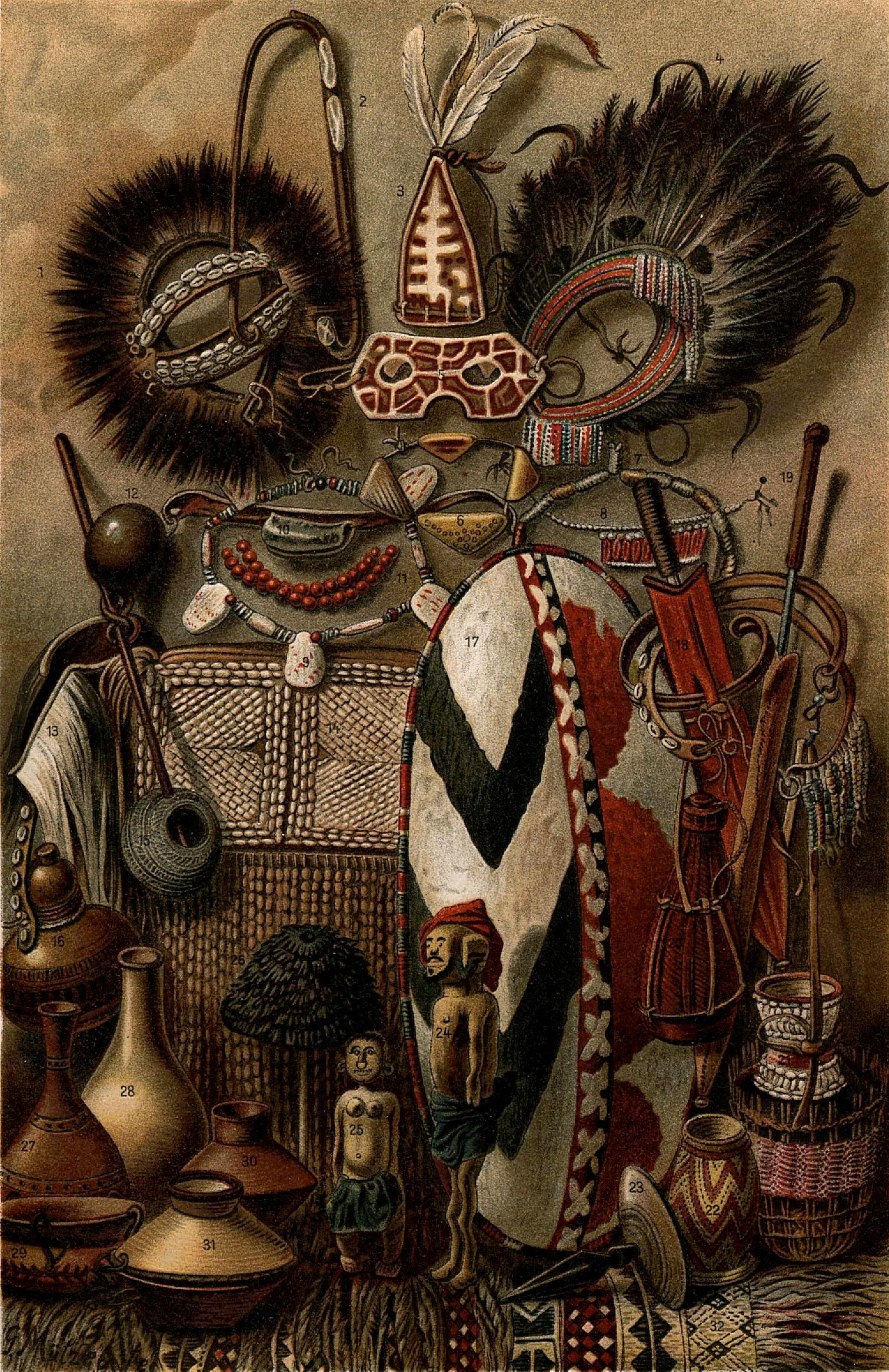

فرهنگ آفریقا توسط یک نظام کاملاً یکپارچه از ارزش‌های اجتماعی مشخص می‌شود، از طریق فرایندهای تاریخی اطلاع داده می‌شود که از سازمان اجتماعی خود پشتیبانی می‌کند. جالبترین ویژگی فرهنگ آفریقایی ماهیت تقریباً یکدست از یک شبه- زبان آفریقائی است، که عناصر غیر کلامی برقراری ارتباط آن برای تغییر مفهوم و انتقال احساس بکار می‌روند. همچون اروپایی‌های جنوبی، آفریقایی‌ها بیشتر حراف، گرم و متعهد می‌باشند. این شبه- زبان آفریقایی در مجموعه‌ای از روابط تاریخی و باورهای معنوی باستانی ریشه دارد که در نسل، زبان، سیاست در حال شکوفائی، و نیز تراژدی‌های توامان برده داری و استعمار آفریقا جای گرفته‌اند.
گویشهای شبه زبانشناختی آفریقایی‌ها، و تنفسهای اجتماعی بنیادی به سادگی قابل تشخیص بوده و در یک فلسفه باستانی قوی و عمیقاً جا افتاده ریشه دوانده که حتی در مواجهه با جابجایی‌های گسترده اجتماعی و جغرافیای سیاسی حاصل از تغییر نمودار جمعیتی نیز مستلزم تداوم و تعالی آن‌ها است.
فرهنگ نوین آفریقایی از طریق پاسخهای پیچیده به امپریالیسم عربی و امپریالیسم اروپایی بروز می‌یابد. در شروع اواخر دهه ۱۹۹۰، آفریقایی‌ها به‌طور فزاینده‌ای می‌خواستند هویت خود را مجدداً اظهار نمیند. خصوصاً در شمال آفریقا خودداری از پذیرش برچسب عربی یا اروپایی منجر به بک نوع سرریز تقاضاها برای پاسداشت زبانها و فرهنگ بومی آمازیغ در مراکش، مصر، الجزایر و تونس منجر شد. پیدایش (باور) همه- آفریقائی گرائی از زمان افول آپارتاید، سبب افزایش تقاضاها برای حسی احیا شده از هویت آفریقایی گردید. در جنوب آفریقا، روشنفکران جوامع مقیم از اعقاب اروپایی به‌طور فزاینده‌ای به خاطر دلایل فرهنگی تا علل جغرافیایی یا نژادی هویت آفریقایی پیدا کردند. معروف است که برخی افراد، مراسم مذهبی انجام می‌دادند تا عضو جوامع زولو یا سایر شوند.
شباهتاهای میان فرهنگهای گروه‌های مختلف نژادی و ملی به آفریقا جلوه‌ای از همپوشانی فرهنگها بخشید. در واقع طبیعت فرهنگ آفریقایی شامل سلسله‌ای از عناصر مرتبط معنوی می‌شود. جایی که خطوط شکاف فرهنگی قرار می‌گیرند، آن‌ها به سرعت به عناصر ستبر تر و انگیزه سازتری تمایل می‌یابند که معنوی گرایی آفریقایی را نشان می‌دهد. اما، خطوط شکاف فرهنگی، بین آن دسته از آفریقایی‌هایی بارز است که به سبکهای زنگی غربی یا باختری شبیه شده‌اند و نیز آفریقایی‌هایی که اصول اخلاقی و سنتی قدیم آفریقا را رعایت نموده یا به آن عمل می‌کنند.
بیشتر فرهنگ سنتی آفریقا در نتیجه سال‌ها غفلت و سرکوب در اثر رژیمهای استعماری و نو استعماری نابود شده‌است. اکنون یک نوعی قیام در انجام کوششهایی برای کشف مجدد و بخشیدن مجدد شهامت به فرهنگ سنتی آفریقا تحت جنبشهایی صورت گرفته همچون رنسانس آفریقایی به رهبری تابو مبکی، تمرکزگرایی آفریقایی به رهبری گروه قدرتمندی از فرهیختگان از جمله مولفی آسانته و نیز تشخیص فزاینده‌ای از معنویگرائی سنتی از طریق جرم زدایی از وودوو (در غرب آفریقا) و دیگر اشکال معنویت. در سال‌های اخیر فرهنگ سنتی آفریقا با فقر روستایی و کشاورزی برای معاش مترادف شده‌است.
فرهنگ مدنی در آفریقا، که هم‌اکنون با ارزش‌های غربی همراه شده، تضاد بزرگی با فرهنگ سنتی مدنی آفریقا دارد که زمانی غنی بود و بر اساس استانداردهای نوین غربی دلخواه بوده‌است. شهرهای آفریقایی همچون لوآنگو، مبانزا کنگو، تیمبوکتو، تیبس مصر| تیبس، مروئه و دیگرشهرها به عنوان پررونق‌ترین مراکز شهری و صنعتی، پاکیزه، با طرحی مناسب، و پر از دانشگاه‌ها، کتابخانه‌ها، و معابد محسوب شده بودند. این تصویر از زندگی سنتی شهری در آفریقا تضاد عمیقی با شهرهای اروپائی داشت که آلوده، شلوغ و به هم ریخته بودند... ویژگیهایی که تا حدود زیادی حفظ شده‌اند.
اصلی و با دوامترین خط شکاف فرهنگی در آفریقا، جدایی بین روستا گرایی| روستا گرایان و کشاورزی| کشاورزان است. این فاصله هرگز مبتنی بر رقابت اقتصادی نیست و نبوده‌است، اما تا حدودی بر مبنای سیاست استعماری نژادگرایی است که روستاگرایان به عنوان یک نسل متفاوت که از کشاورزان پدید آمده‌اند می‌داند، و یک شکل از آپارتاید را بین دو فرهنگ در آغاز دهه ۱۸۸۰ اعمال نموده که تا دهه ۱۹۶۰ ادامه می‌یابد. اگرچه قدرتهای استعماری اروپا به‌طور گسترده‌ای صنعتی شدند، بسیاری از مدیران و فلاسفه‌ای که نوشته‌های آن‌ها وجود استعمار را منطقی قلمداد می‌کرد، سیاستهای شبه علمی به نژادی و نژادپرستانه را بر روی آفریقایی‌ها طی آزمایشهای مهندسی انحرافی اجتماعی انجام دادند.
بیشتر دسته‌بندی مجدد نژاد پرستانه در آفریقایی‌ها جهت تناسب یافتن با الگوهای اروپایی،
متناقض و ناهمگرا بوده‌است. اما، به دلیل مشروعیت بخشی به آن‌ها و قوانینی که از این سیاستها وضع شده که دارای پشتوانه نیروی پلیس، اثبات علمی و قدرت اقتصادی بوده، آفریقایی‌ها یا با ایستادن در برابر قوانین جدید، واکنش نشان دادند، یا آن‌ها را به نفع (ایده) همه- آفریقائی گرایی رد کردند. تمامی اعضای جوامع وافراد آفریقایی از طریق هیئتهای استعماری به نژادی مورد سنجش قرار گرفتند و هویتها و اصالت نژادی آن‌ها بر اساس دانشی نامعلوم مجدداً تعیین گردید. مدارس کلاً مشابه اروپائی‌ها در برخی جنبه‌های فیزیکی یا فرهنگی به تدریس پرداختند که نسبت به دیگر آفریقایی‌ها برتری داشت و شایسته امتیازات بیشتری بود. این مسئله از سوی دیگر اروپائیانی موجب خصومت شد- سوسیالیستها و کمونیستها- که آفریقایی‌ها را بر طبق گروه‌های مبهم می‌شناختند که بر مبنای معیارهای اروپایی الگوسازی شده بود.
ساده‌ترین راه برای تقسیم آفریقایی‌ها در راستای خطوط اقتصادی بود. روستا گرایان، کشاورزان، شکارچیان و آفریقایی‌های غربزده، همه به وضوح فرهنگهای قابل تشخیصی را تشکیل می‌دادند که هر کدام نقش متفاوت و از شکل افتاده‌ای را در سیاست نوین آفریقا ایفا می‌نمود. آفریقائی‌های غربزده، خصوصاً نوبی‌های سنگالی و سودانی از مراکز شهری چون داکار و خارطوم، به عنوان توده‌ای از ارتشهای استعماری علیه آفریقاییهای روستایی استفاده می‌شدند. روستاگرایان با ضبط همده فروشی سرزمینهای چرا به نفع امور کشاورزی به گروه‌های تندرو (افراطی) تبدیل می‌شدند. کشاورزان به خاطر زمین و آب با روستاگرایان پس از اقدامات سنتی سهم دهی در اثر سیاستهای استعماری از بین رفت، درگیر شدند.
علاوه بر این، حجم فزاینده‌ای از انسان‌شناسی نظری و دانش نژادی، باورهای کاذبی را راجع به برتری و حقارت آفریقایی‌ها با سوابق فرهنگی و اقتصادی متفاوت ایجاد نمود. اکثریت گسترده‌ای از طبقه فرهیخته در آفریقا از بیگانگان بودند و خواهان ارائه  بازنمایی‌هایی غیر بومی و برون سرزمینی از آفریقا بودند. اعمال احکام و سیاستهای دولت موجب تولید آثاری شد که تعصبات استعمارگران اروپایی را مورد تأیید قرار می‌داد.
هنر و معماری آفریقا بیانگرتنوع فرهنگهای آفریقایی می‌باشند. قدیمی‌ترین نمونه‌های موجودهنری در آفریقا مهره‌های ۷۵هزار ساله‌ای می‌باشند که از صدفهای « ناساریوس» ساخته شده و در غار بلومبوس کشف شده‌اند. هرم کبیر گیزا در مصر بلندترین سازه معماری جهان برای مدت ۴هزار سال تا زمان ساخت برج ایفل بود. مجموعه اتیوپیایی کلیساهای یکپارچه در لالیبلا  درکلیسای سن جرج  نمونه‌ای از آن است، به عنوان یکی از عجایب دیگر مهندسی می‌باشد.

## موسیقی و رقص
موسیقی آفریقا یکی از پویاترین اشکال هنری است. مصر طی مدتی طولانی کانون فرهنگی جهان عرب بوده‌است، در حالی که تجدید خاطره نواختهای مناطق پایین صحرا به ویژه در غرب آفریقا، از طریق تجارت برده اطلسی به رقص سامبا، آهنگ‌های بلوز، جاز، رگا، موسیقی رپ، و بزن و بکوب نوین منتقل شد. موسیقی نوین این قاره شامل آوازخوانیهای گروهی پیچیده از آفریقای جنوبی و نواختهای رقص از موسیقی رقص سوکوس می‌شود که بیشتر در آن موسیقی جمهوری دموکراتیک کنگو رایج بوده‌است. تحقیقات اخیر عبارت‌اند از پیدایش موسیقی هیپ- هاپ آفریقایی به ویژه شکلی از نوع درآمیخته سنگالی آن با امبلاکس، و کوایتو، که یک گونه موسیقی خانگی در آفریقای جنوبی می‌باشد. موسیقی آفریکاآن نیز که در جنوب آفریقا وجود دارد، وجودی مطابق با سلیقه شخصی دارد که عمدتاً با موسیقی سنتی  (موسیقی بوئر) ترکیب می‌شود، در حالی که جوامع جدیدتر مهاجر موسیقی خانگی خود را به این قاره عرضه می‌کنند.
سنتهای بومی موسیقی و رقص آفریقا از طریق سنتهای شفاهی حفظ می‌شوند و آن‌ها از سبکهای موسیقی و رقص آفریقای شمالی و جنوبی متمایز می‌شوند. اثرات عربها در موسیقی و رقص آفریقای شمالی و نیز اثرات غربی در اثر استعمار در آفریقای جنوبی، مشهود می‌باشند.
بسیاری از زبانهای آفریقائی زبانهای طنین دار هستند که در آن سطح نواخت (صدا) معنی سخن را تعیین می‌کند. این مسئله همچنین در ملودی‌ها و نواختهای موسیقی آفریقایی یافت می‌شود. گروهی از ابزار موسیقی که در آن‌ها استفاده می‌شوند عبارت‌اند از طبل‌ها (بیشتر از همه استفاده می‌شود)، ابزار زنگی، کمان موسیقی، عود، نیلبک، و سرنا.
رقصهای آفریقایی حالت مهمی از برقراری ارتباط هستند و رقاصان در آن از اداهای ظاهری، نقاب‌ها، لباس‌های مرسوم، نقاشی روی بدن و تعدادی از ابزار دیداری استفاده می‌کنند. با شهرنشینی و نوین سازی، رقص و موسیقی جدید آفریقایی آثاری را از خود عرضه می‌کند که مشابه چندی از فرهنگهای دیگر است.